# Jüdischer Friedhof (Mirow)

Jüdischer Friedhof Mirow 1880 (halblinks unten – Signatur Begr. Pl.)

Der Jüdische Friedhof Mirow ist ein jüdischer Friedhof in der Stadt Mirow im Landkreis Mecklenburgische Seenplatte in Mecklenburg-Vorpommern. Er gilt als Kulturdenkmal.

## Beschreibung
Der 850 m² große Friedhof lag am südwestlichen Stadtrand in Mirowdorf an der Lärzer Straße gegenüber Haus Nr. 5 auf einer Anhöhe. Auf ihm sind keine Grabsteine erhalten.
Jüdische Friedhöfe wurden in den amtlichen Karten als Begräbnisplatz bezeichnet und mit einem L statt einem † signiert. Meistens wurden sie weiter außerhalb der Städte oder Gemeinden angelegt, überwiegend an den Scheunenvierteln oder ähnlichen abgelegenen Orten, wie hier außerhalb des dörflichen Vorortes.

## Geschichte
Der jüdische Friedhof wurde möglicherweise um 1800, laut MTB aber sicher vor 1880 angelegt. In der NS-Zeit wurde er zerstört, die Grabsteine abgeräumt. Ende der 1950er Jahre wurde auf dem Grundstück von der Jüdischen Landesgemeinde Mecklenburg unter einer Baumgruppe ein Gedenkstein errichtet (großer Findling mit Aufschrift). Bis in die 1960er-Jahre wurde das Grundstück gepflegt. In den folgenden 20 Jahren ist es immer mehr verwahrlost. Ein daneben befindlicher Kfz-Betrieb verwendete einen Teil des Friedhofes als Lagerplatz und hat dafür die Anhöhe teilweise abgebaggert.
Nach Angaben von Einwohnern von Mirow gab es am Ort noch einen weiteren jüdischen Friedhof (Auskunft 1988).
Im Mirowdorfer Park befindet sich auf einem 2 m hohen und im Durchmesser 30 m großen Hügel ein Gedenkstein. Der Findling steht auf einem Feldsteinsockel und besitzt eine Gravur: „Dem Gedenken der jüdischen Opfer des Faschismus“. Früher befand sich an dieser Stelle ein jüdischer Friedhof.